# Aeroport de Sant Sebastià
L'Aeroport de Sant Sebastià (codi IATA: EAS, codi OACI: LESO) és un aeroport espanyol a 22 km de la ciutat de Sant Sebastià, en el municipi d'Hondarribia, Guipúscoa, al costat de la frontera entre Espanya i França. El 2011 va donar servei a 248.050 passatgers amb vols regulars i de temporada a alguns destins espanyols i europeus.
El futur de l'Aeroport de Sant Sebastià ha estat posat en tela de judici per les diferents institucions, principalment les que no el gestionen directament, com la Cambra de Diputats de Guipúscoa o els ajuntaments de la zona, inclosos els de Sant Sebastià. Aquest últim, així com l'organisme provincial veuen necessària una ampliació de la pista per mantenir-lo actiu, així com per augmentar el nombre de vols i línies (actualment només s'oferien vols regulars a Madrid i Barcelona) i obrir pas a les aerolínies de baix cost. El Govern de José María Aznar va proposar una ampliació de 600 metres en la longitud de la pista, mesura que exigia la demolició d'un barri sencer del municipi d'Hondarribia. Amb l'arribada al Govern de José Luís Rodríguez Zapatero, i com a promesa electoral, es va rebutjar aquest projecte. L'última proposta planteja una ampliació de 300 metres a construir sobre el mar. Aquest projecte ha estat rebutjat per organitzacions ecologistes (per trobar-se allà l'aqüífer de Plaiaundi, protegit) així com per l'alcalde d'Hendaia, localitat francesa que comparteix la desembocadura del riu Bidasoa amb Hondarribia i que té un paper determinant en la definició última de les obres a escometre, ja que els avions envaeixen l'espai aeri francès abans d'aterrar. Tant la diputació de Guipúscoa com els ajuntaments de la zona donen el seu vistiplau.
El juliol de 2006, el Ministeri de Foment va decidir finalment no ampliar la pista i mantenir-la sense variacions. Tant la Diputació de Guipúscoa com l'Ajuntament de Sant Sebastià van lamentar la decisió. La sintonia ideològica entre el ministeri i l'Ajuntament de Sant Sebastià en mans del PSE-EE, pot aplanar el camí per reprendre les negociacions sobre una hipotètica ampliació

## Infraestructures
- 1 pista d'aterratge de 1.754 metres
- 1 terminal de passatgers
- 1 aparcament per a 584 places
- 3 portes d'embarcament